# Clover Club
Il Clover Club è un all day cocktail a base di gin e sciroppo di lampone. È un cocktail ufficiale dell'IBA.

## Storia
Il Clover Club nasce nei primi del Novecento a Filadelfia, dove letterati, avvocati e professionisti dell’economia e della finanza erano soliti incontrarsi. Il luogo d’eccellenza era il bar dell’hotel Bellevue-Stratford, club riservato inizialmente ai soli uomini.
In un famoso manuale del 1908 viene inserito tra le novità americane nel mondo della miscelazione, nel 1961 questo accattivante night-time drink entra nel primo ricettario IBA per arrivare al 2011 dove il Clover Club viene inserito nel quinto ricettario nella categoria Unforgettables. Da qui l’esportazione del drink nella Grande Mela e poi nel resto del mondo.

## Composizione
- 4,5 cl di gin
- 1,5 cl di sciroppo di lampone
- 1,5 cl di succo di limone fresco
- Gocce di albume d'uovo

## Preparazione
Versare nello shaker riempito di ghiaccio 4,5 cl di gin, 1,5 cl di sciroppo di lampone e 1,5 cl di succo di limone fresco. Completare aggiungendo qualche goccia di albume d'uovo. Agitare bene il tutto. Filtrare il contenuto in una coppetta da cocktail precedentemente raffreddata. Decorare con lamponi freschi.